# Pueblo de las Flores
Pueblo de las Flores är en ort i Mexiko.   Den ligger i kommunen Fortín och delstaten Veracruz, i den sydöstra delen av landet, 230 km öster om huvudstaden Mexico City. Pueblo de las Flores ligger 1 008 meter över havet och antalet invånare är 479.
Terrängen runt Pueblo de las Flores är huvudsakligen kuperad, men den allra närmaste omgivningen är platt. Runt Pueblo de las Flores är det tätbefolkat, med 550 invånare per kvadratkilometer. Närmaste större samhälle är Córdoba, 6,3 km sydost om Pueblo de las Flores. Trakten runt Pueblo de las Flores består till största delen av jordbruksmark.